# Tadeusz Zaorski (1917–1993)

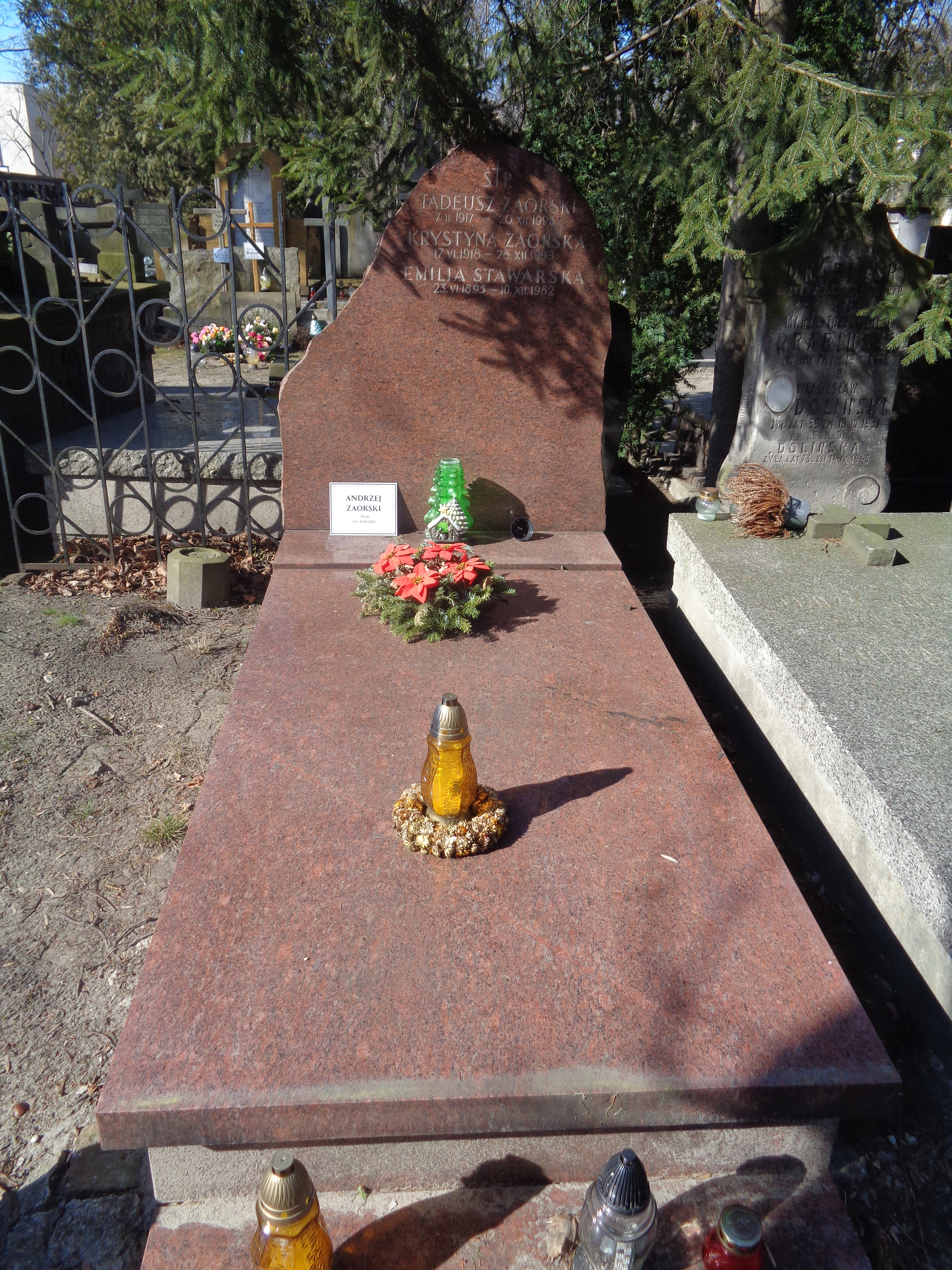
Grób Tadeusza Zaorskiego na cmentarzu Powązkowskim

Tadeusz Zaorski (ur. 7 lutego 1917 w Boguszycach, zm. 20 grudnia 1993 w Warszawie) – polski urzędnik państwowy. 

## Życiorys
Syn Władysława (ur. 1897). Miał brata Edmunda. Pracował jako ogrodnik w Powiatowej Spółdzielni Rolniczo-Handlowej w Chełmie (1939–1940), a następnie w Zarządzie Drogowym w Chełmie (1940–1942). Od 1942 do 1943 pełnił funkcję  kierownika Szkoły Rolniczej w Piaskach. W latach 1943–1945 był ogrodnikiem w Kozłówce.
Członek PPR, a następnie PZPR. W latach 1945–1950 pracował w Ministerstwie Skarbu jako inspektor, naczelnik wydziału i p.o. dyrektora biura. Od 1950 do 1955 w Ministerstwie Finansów jako wicedyrektor departamentu, a następnie dyrektor generalny. Od stycznia 1955 podsekretarz stanu w Ministerstwie Kultury i Sztuki. Szef kinematografii polskiej w latach 1957–1968, w latach 1955–1972 także wiceminister kultury i sztuki. Zdymisjonowany po wydarzeniach marcowych, po których starał się bronić atakowanego za „syjonizm” reżysera Aleksandra Forda.
Był mężem Krystyny ze Stawarskich (1918–1999), ojcem aktora Andrzeja i reżysera Janusza Zaorskich.
Spoczywa na cmentarzu Powązkowskim w Warszawie (kwatera 165-5-20).

## Ordery i odznaczenia
- Złoty Krzyż Zasługi (22 lipca 1947)[7]
- Medal 10-lecia Polski Ludowej (11 stycznia 1955)[8]
- Złota Odznaka Honorowa Towarzystwa Przyjaźni Polsko-Radzieckiej (1967)[9]